# Škol'nyj
Škol'nyj (in russo Школьный; in finlandese Huunolansaari) è un'isola russa che si trova nella baia di Vyborg, nella parte nord-est del golfo di Finlandia, nelle acque del mar Baltico. Amministrativamente fa parte del Vyborgskij rajon dell'oblast' di Leningrado, nel Circondario federale nordoccidentale. L'isola è una popolare destinazione turistica. Non esiste una popolazione permanente.

## Geografia
L'isola, larga circa 1,2 km, si estende da nord a sud per 3,9 km, tra le isole di Vysockij (a nord) e Lisij ( a sud). A ovest si trova la penisola Kiperort (полуостров Киперорт); a est, a circa 2,5 km si trova la cittadina di Sovetskij. Tra Škol'nyj e la cittadina si trova l'omonima isola Sovetskij (остров Советский).